# S/2004 S 7
S/2004 S 7 är en av Saturnus månar. Den upptäcktes 12 december 2004 tillsammans med tolv andra Saturnusmånar.
S/2004 S 7 är ca 6 kilometer i diameter och har ett genomsnittligt avstånd på 19 800 000 kilometer från Saturnus. Den har en lutning av 166° till ekliptikan (166° till Saturns ekvator) i en retrograd riktning och med en excentricitet av 0,5299.
S/2004 S 7 har ännu inte fått något officiellt namn.